# NGC 584
NGC 584 (również IC 1712 lub PGC 5663) – galaktyka eliptyczna (E4), znajdująca się w gwiazdozbiorze Wieloryba. Odkrył ją William Herschel 10 września 1785 roku.